# Finanstilsynet

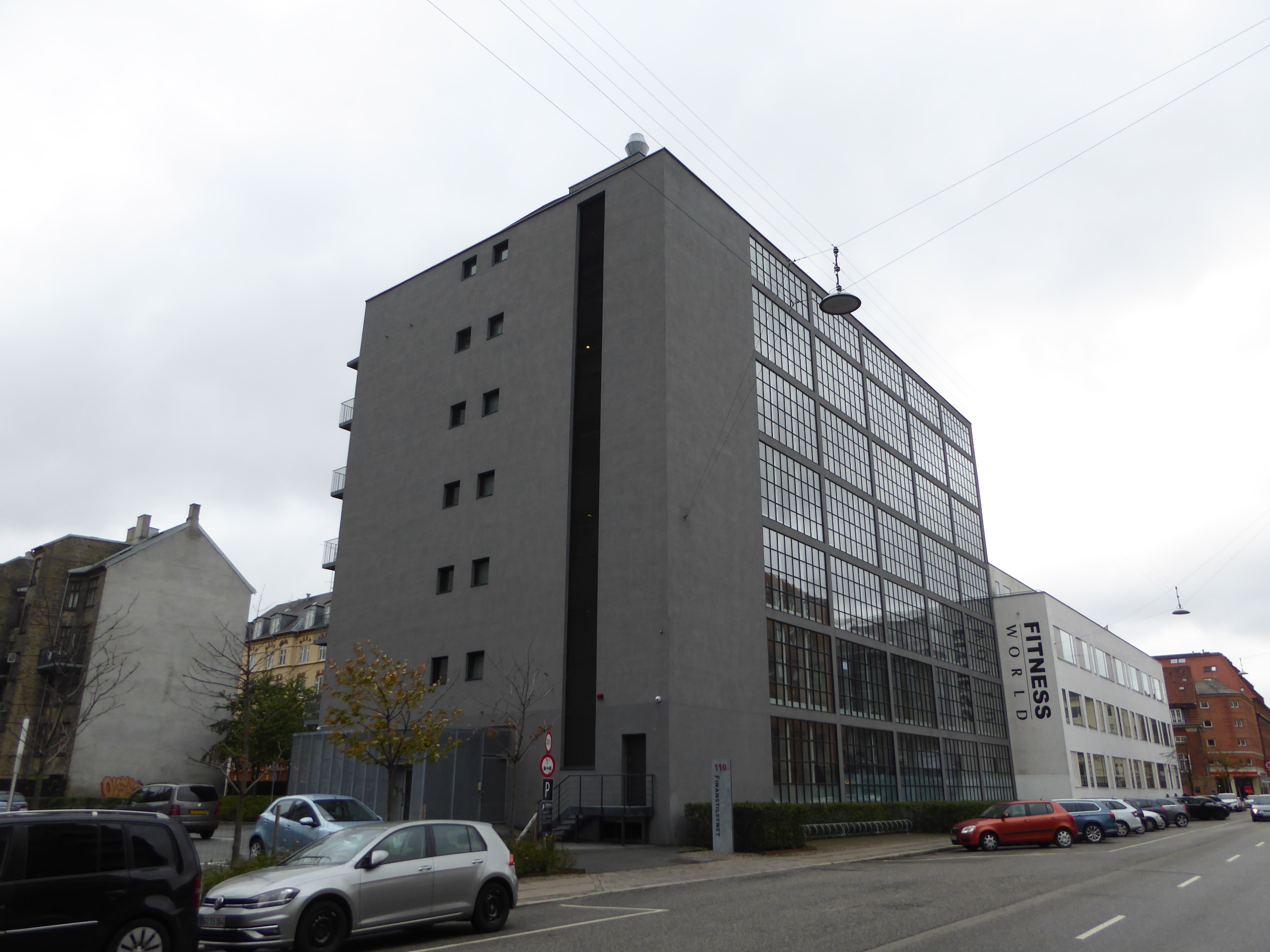
Sitz der Behörde in Kopenhagen

Finanstilsynet ist die dänische Finanzaufsichtsbehörde. Die Behörde sitzt in Kopenhagen und ist dem dänischen Wirtschaftsministerium unterstellt.

## Geschichte und Hintergrund
Finanstilsynet entstand am 1. Januar 1988 durch Zusammenlegung der für den Bankbereich zuständigen Aufsichtsbehörde Tilsynet med Banker og Sparekasser und der Aufsichtsbehörde für Versicherungsunternehmen und Pensionseinrichtungen Forsikringstilsynet und war dem Handelsministerium zugeordnet. Zum Jahresbeginn 1990 wurde der Aufsichtsbehörde auch die Zuständigkeit für Hypothekenkreditinstitute von der dänischen Wohnungsbaubehörde übertragen. In der Folge war die Behörde bis zur Vereinheitlichung der Zuständigkeiten 1994 zusätzlich auch dem Bauministerium unterstellt, nach Integration des Handelsministeriums ins Wirtschaftsministerium nach der Regierungsübernahme unter Ministerpräsident Anders Fogh Rasmussen 2001 ging die Zuständigkeit an das seinerzeit von Bendt Bendtsen geleitete Ressort über.
Die Behörde ist insbesondere für Überwachung der Einhaltung der jeweiligen regulatorischen Anforderungen für Banken, Versicherer, Pensionskassen bzw. -fonds, Versicherungsmakler und Investmentgesellschaften zuständig, dies schließt bezüglich Kapitalmarkt- und Börsenaktitvitäten auch Wertpapier- und Geldmarkthändler sowie Clearing- und Registrierungsorganisationen ein. Zudem werden in diesem Zusammenhang auch relevante Fragestellungen bezüglich Verbraucherschutz adressiert.
Da Dänemark Mitglied der Europäischen Union ist, ist die Aufsichtsbehörde Mitglied der jeweiligen europäischen Einrichtungen, namentlich der Europäischen Bankenaufsichtsbehörde, der Europäischen Aufsichtsbehörde für das Versicherungswesen und die betriebliche Altersversorgung und der Europäischen Wertpapier- und Marktaufsichtsbehörde. Zudem ist sie bei der Internationalen Organisation der Wertpapieraufsichtsbehörden und der International Association of Insurance Supervisors registriert. 2020 trat Finanstilsynet dem Network for Greening the Financial System bei.